# Pär Cederqvist
Pär Cederqvist (sinh ngày 10 tháng 3 năm 1980), thỉnh thoảng phát âm Pär Cederquist, là một cầu thủ bóng đá người Thụy Điển hiện tại thi đấu cho IFK Värnamo tại Superettan.
Trước đó anh từng thi đấu cho Djurgårdens IF, Östers IF, Walsall F.C., Raufoss IL, Landskrona BoIS và Jönköpings Södra IF. Có tin đồn anh trở về Anh để đầu quân cho Shrewsbury Town; tuy nhiên, anh từ chối ra đi và vụ chuyển nhượng không diễn ra.

## Danh hiệu

### Câu lạc bộ
Djurgårdens IF
- Allsvenskan:[1] 2003
- Cúp bóng đá Thụy Điển: 2004